# Zoch
Pour les articles homonymes, voir Zoch (homonymie).

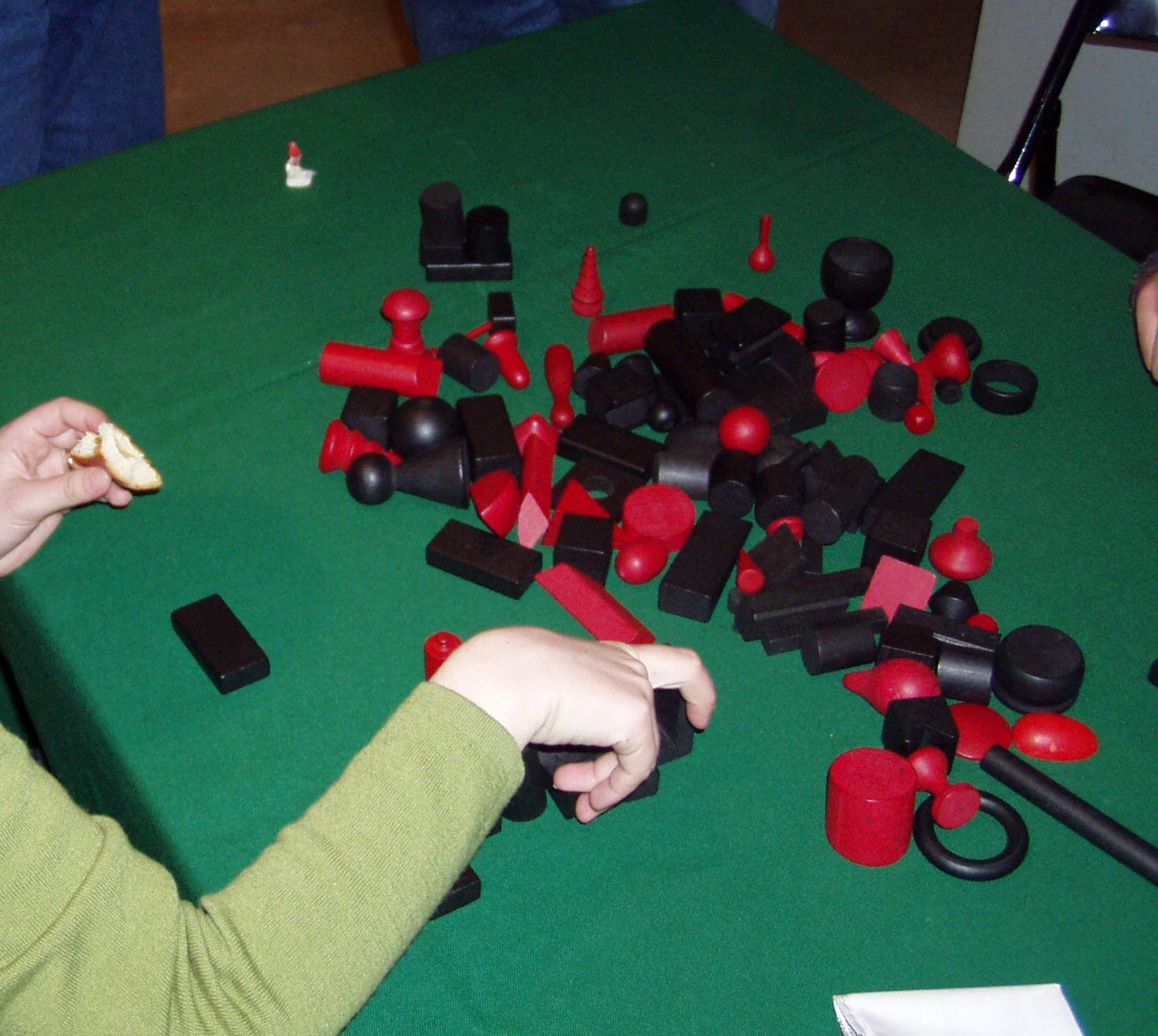
Sac noir, une autre version de Bausack

Zoch est un éditeur de jeux de société basé à Munich en Allemagne.
La société a été fondée en 1987 par Albrecht Werstein et Klaus Zoch. En 2002, ils ont été rejoints par Hermann Hutter.
Zoch est associé en France avec la société Gigamic qui édite des éditions françaises de nombreux jeux de la gamme.

## Quelques jeux édités
- Aztec, 1997, Niek Neuwahl, Spiel des Jahres  plus beau jeu 1997
- Sauerbaum, 1997 (réédition), Johan Travelis, Spiel des Jahres  jeu coopératif 1988
- Pique plume, 1998, Klaus Zoch, Kinderspiel des Jahres 1998
- Villa Paletti, 2001, Bill Payne, Spiel des Jahres  2002
- San Ta Si, 2002, Jacques Zeimet
- Gulo Gulo, 2003, Hans Raggan, Wolfgang Kramer et Jürgen P.K. Grunau
- O Zoo le mio, 2003, Corné van Moorsel
- Manilla, 2005, Franz-Benno Delonge
- Niagara, 2005, Thomas Liesching, Spiel des Jahres  2005, Mensa Select Mind Games  2005
- Da ist der Wurm drin, 2011, Carmen Kleinert, Kinderspiel des Jahres 2011
- Spinderella, 2015, Roberto Fraga, Kinderspiel des Jahres 2015